# 河童のクゥと夏休み
『河童のクゥと夏休み』（かっぱのクゥとなつやすみ、英題：Summer Days with Coo）は、2007年の日本のアニメーション映画。文部科学省特別選定作品及び日本PTA全国協議会特別推薦作品に選ばれた。

## 概要
現代社会に蘇った河童の子供「クゥ」と、少年・康一との友情、そしてそれを取り巻く人間模様を描く。環境問題、いじめ、マスコミの報道過熱など日本の社会問題を風刺しながら、大量消費社会へ不変性を以って対抗する家族の物語でもある。
変わるものと変わらないものの対比という構図は、小津安二郎の『東京物語』と共通している。
原作は木暮正夫の児童文学『かっぱ大さわぎ』『かっぱびっくり旅』。製作発表時の仮題は『河童のくれた贈り物』だった（絵コンテでのタイトルは『河童おおさわぎ』となっている）。
アニメーション制作は『ドラえもん』『クレヨンしんちゃん』等で知られるシンエイ動画が手がけているが、本作は同社の現社名変更後初めての劇場オリジナル作品となる。これまではTVアニメの劇場版が中心だった。
監督は『クレヨンしんちゃん 嵐を呼ぶ モーレツ!オトナ帝国の逆襲』『クレヨンしんちゃん 嵐を呼ぶ アッパレ!戦国大合戦』などを監督した、原恵一。『戦国大合戦』以来5年ぶりとなる原監督の新作として注目され、第11回文化庁メディア芸術祭アニメーション部門大賞のほか、第81回キネマ旬報ベスト・テンにも選出された。
原はこの原作を20年もの間、アニメ化したいと願っていたという。1980年代後半、漫画原作のアニメ化が隆盛となり、「このままでは漫画作品しかアニメ化出来なくなるのではないか」という危惧を抱いた。そこで児童文学作品を読み漁り、出会ったのが本作の原作の一つである『かっぱびっくり旅』であった。原はアニメ化の許可を得るために木暮の許へ訪れた際、内容を大幅に脚色したいという旨を伝えた。木暮は「クゥが再び世に出るのなら、どんな形でも」と、アニメ化を承諾した。原作は「ヒガシタチバナ市」という設定で、群馬県の架空の都市となっているが、本作の舞台は東京都東久留米市に設定された。これは、原が木暮邸を訪れた際に市内を流れる黒目川の橋などを気に入り、舞台として導入したためである。
完成の10年程前に、エニックス（当時）が募集するアニメ企画に応募し、佳作までに至っているが、それ以降の進展はなかった。原は『クレヨンしんちゃん』のテレビシリーズと劇場版を演出や監督として手掛けていた頃、本作をアニメ化することが実現出来ないと思っていた。そこで、本作でやりたいと思っていたアイデアを小出しにしていたという。さらに許可が出れば「クレヨンしんちゃん」の劇場版でクゥを登場させる事まで考えていた。
しかし原のこの作品のアニメ化に対する熱意は変わらず、その後「しんちゃん」の成果を見た関係者から「やってみましょう」と言われ、遂にゴーサインが出された。そして、5年に及ぶ制作期間（原曰く、実質的な作業期間は2年間）を経て、世に示す運びとなる。
原作者の木暮は、完成を目前にした2007年1月に死去。原は木暮への謝罪と感謝の弁をコメントしている。
先述の通り、原作を大幅に書き換えたため、アニメではストーリー展開や舞台設定が異なる。そして登場キャラクターも増え、各々の心情もより緻密に描かれたものとなっている。東久留米の町並みや田園風景、黒目川周辺、遠野にロケハンも施行し、美術設定もよりリアルなものとなった。また、絵コンテの時点で3時間分、約800ページの量があり、そこから不要なシーンを10分程カットした。初号ラッシュフィルムの時点で2時間50分の尺があり、そこから更に周囲からの提案で約30分ものカットされたシーンが存在する。原はこれについて「僕としては相当つらい作業でした」と語っている。
声優のキャスティングでは、ジブリ作品と同様、子役とタレントがメインに起用されている。声優を本業としているプロには脇を固めてもらった。キャスティングは原が自ら選考した。プロの声優のいわゆるアニメ声やオーバーな演技が苦手という原は、芝居のうまさよりも子どもの声のリアリティを求めたのだと語っている。アフレコでは子役のスケジュールが週末しか取れないこともあり、またやり易い様に大人役は大人のみで、子供役は子供だけで固めて別々に録音されている。クゥの訛った言葉は、木暮や原の出身地でもある群馬県付近の方言である群馬弁に近いものとなっている。クゥの父役のなぎら健壱は、既に東北風の訛りでの演技で作って来たが、原から「関東の田舎のような言葉で」とNGを出されている。
松竹系の101スクリーンで上映され、興行収入は3億6000万円だった。2007年の日本映画の興行収入では50位の成績となる。
劇場公開前に数多く試写会が行なわれたほか、国内外の映画祭でも上映され、2007年7月に台湾で行なわれた第9回台北映画祭では子供映画部門オーディエンス・チョイス・アワードを受賞。11月に韓国ソウルで開かれた日本映画祭ではオープニング作品として上映された。2008年9月にはフランス国内でも公開された。そのため、本作では1999年8月31日に経営合理化で解散する前の松竹富士製作・配給作品の影響だと思われている。
2013年7月には、高校生になった主人公・康一の回想と後日談とで構成されたノベライズ的作品で、原にとって初の小説となる『河童のクゥ 6年目の夏休み』（共著：丸尾みほ）が、双葉社より発売された。

## ストーリー
江戸時代、河童の父親が夜道で侍と商人の前にあらわれ、池を干拓して田んぼにするのはやめてほしいと懇願する。だが侍は悪事の相談を聞かれたと誤解し、河童を斬り捨てる。それを見ていた河童の息子は突然起きた地震に巻き込まれ、地割れに落ちてしまう。
東久留米市に住む普通の小学生・上原康一は下校途中、川の辺に埋もれていた石を拾う。好奇心から壁にぶつけて割ってみたところ、中に化石のように干からびた生物がいた。康一は石を家に持ち帰り、水に浸けると生物は息を吹き返す。それは地中で仮死状態になっていた河童の子供だった。康一は河童に「クゥ」と名付ける。上原家は周囲に見つからないようにクゥと暮らし、親しくなっていく。
夏休みに入った康一は、河童伝説の残る岩手県の遠野にクゥを連れて旅行に出る。クゥは宿で座敷童に出会うがもう河童はいないと聞いて落胆する。帰宅した康一とクゥは写真誌に無理矢理写真を撮られる。マスコミは大騒ぎになり、上原家は報道陣に囲まれ外出もままならなくなる。上原家はクゥと揃ってテレビ出演する。番組中、クゥは研究者が見せた河童の腕が父親のものと確信し、腕を奪って犬のオッサンとスタジオを逃げ出す。しかしオッサンは自動車にはねられ死んでしまう。クゥ宛てにつたない字のハガキが届く。差出人が人間ではない自分の仲間と感じたクゥは家を出ることを決意。上原家は最後の夕食でクゥとの別れを惜しむ。
翌日、報道陣の目をかいくぐって外に出た康一は、ダンボール箱に詰めたクゥを電車でひと駅行った清瀬のコンビニエンスストアから宅配便で送りだす。トラックでクゥの箱が集荷されるとき、康一ははじめてクゥの心の声を聞く。康一はクゥの別れの言葉に涙を流しトラックを見送る。
クゥが配達されたのは沖縄のやんばる。ハガキを出してクゥを呼び寄せたのは人間に姿を変えて暮らすキジムナーだった。キジムナーはテレビで見たクゥを案じてハガキを出したのだという。クゥは父親の腕とともに、沖縄の豊かな自然の中で新しい生活を始める。

## 登場人物
クゥ
声 - 冨澤風斗
河童の子供。父親が死んだ直後に起きた大地震（水を司る水神の祟り）の地割れに落ちて挟まれ、三百年もの間石の中で閉じ込められ干からびていたところを康一に救われた（もう少し放置すれば完全に命を落としていた）。多少訛りがあるが人語を解する。目覚めた時は自分が永らく仮死状態で数百年を過ごしたと理解できず混乱した。河童であるためかキュウリや魚、虫などが好物で、相撲や泳ぎも得意。同じ妖怪の気配を感じたり、動物と会話したり出来る不思議な能力（神通力）を持っている。また、勘も鋭い。昔は本当の名前があったが、長い歳月のため忘れてしまい、康一からもらった名前「クゥ」を名乗る事にした。
無邪気で好奇心も強いが、義理堅く、とても礼儀正しい。「人間は怖い生き物だ」と教えられていたため常に距離を置いていたが、上原家の温かさに触れ、怖い人間ばかりではないと思うようになっていった。原は河童像をネイティブ・アメリカンの様な少数民族と被せている。また歩き方や泳ぎなどはペンギンの動作がモデルになっている。
上原康一
声 - 横川貴大
小学五年生。思春期に差し掛かる年頃によくある、少し冷めた言動が見受けられる少年。
序盤は同級生の菊池紗代子がいじめられているのを見ても傍観者となっていた。それどころか、紗代子にひどいことをしていたと言うシーンもある。
やがてクゥが世間に知られたことで、友人たちから疎外されるようになったことをきっかけに、紗代子と親しくなる。
幼稚園のころ、犬（オッサン）を拾って飼うようになったが、すぐに飽きて世話が出来なくなったエピソードがある。
ある日の下校途中、クゥが封印された石を拾い、中で仮死状態になっていたクゥの命を救うことになる。
クゥや紗代子と過ごす中で、精神的に成長する姿が描かれている。
上原保雄
声 - 田中直樹（ココリコ）
康一と瞳の父。普通のサラリーマン。普段、家庭内では妻や娘の強気に圧され気味で少し頼りない。弱っているクゥを保護して自宅に置いてくれるよう請う康一の願いを受け入れるが、そのせいでクゥを怖がっていた友佳里や瞳としばらく対立した（後に家族全員クゥを歓待している）。足早に帰宅してはクゥに構っている。上原家では、クゥが世間に知れるのを恐れていた。好奇に晒され、最悪の場合は実験動物のように扱われるのではないかと懸念したためである。しかし、写真誌にクゥの存在をスクープされてしまい事態は変わってしまう。最初は取材を断り続けていたが、勤める会社の得意先からテレビ出演依頼を受けて断りきれず、やむなくクゥを出演させることになる。
上原友佳里
声 - 西田尚美
康一と瞳の母。専業主婦。初めはクゥを気味悪がり、家に置くことを反対していたが、買い物から帰って来て食料を冷蔵庫に入れる様子を、クゥから「狩り上手」と思われ、気をよくしたのをきっかけに、次第にクゥとは打ち解けていく。
上原瞳
声 - 松元環季
康一の妹で、幼稚園児。5歳。当初クゥが家に来てから余り構ってもらえなくなったことが面白くなく、クゥに対してやきもちを焼いていたが、終盤では次第に仲良くなっていく。また、クゥが自宅にいる事をうっかり幼稚園で話してしまい、噂の種を蒔いてしまった。
オッサン
声 - 安原義人
上原家の雑種の飼い犬。
名前の由来は康一曰く、顔がオッサンに似ていたかららしい。クゥとは心の中で会話が出来る不思議な能力を持っている。
クゥや康一のことを陰で見守っているが、特に会話出来るクゥには常に気を配っていた。
前の飼い主の少年から急に虐待を受けるようになったため逃げ出し、彷徨っていたところを幼い頃の康一に拾われて上原家のペットになる。テレビ出演の際、マスコミに怯えるクゥを見て、自分も連れて行くようにとクゥに語りかけた。その後、テレビ局で斬り落とされてミイラ化した父の腕と再会して激昂したクゥを背中に乗せて人気のない所へと連れて行こうとするが、最後は東京タワーの駐車場で野次馬が乗った自動車に撥ねられて死亡した。
クゥの父親
声 - なぎら健壱
プロローグで登場したクゥが大好きな父親で、魚捕りの名手の河童。クゥと同様に訛りのある喋り方をする。三百年前のある夜、自分達の住む「竜神沼」を干拓しないように、通りかかった侍に懇願するが、直後に斬り殺されてしまう。
菊池紗代子
声 - 植松夏希
康一の通う小学校の同級生の少女。無口で、誰にも心を開かず、同級生からいつもいじめられているが、動揺や感情をいじめっ子に悟られないように平静を保ち、常に無視を決め込んでいた。また、名前の由来は、つげ義春の漫画作品『紅い花』のキクチサヨコから（物語後半、紗代子が同級生達にからかわれるシーンのセリフ「何だよお前、生理か？」は初潮を隠喩した『紅い花』のストレートなオマージュである）。康一がクゥを見つけ出すきっかけを作り、康一がクゥを土の中から拾う一部始終を見ていた為に上原家に河童がいる事を薄々勘付き、クゥの存在が世間に知れ渡るようになると同級生から避けられるようになった康一を慮り、康一を庇う一面を見せるようになる。その後、両親が離婚を決めた為に母親と共に引っ越すことになるが、その際に会いに来た父親の靴を投げ捨てたり、康一とある程度会話を交わすなど、少しずつ成長する面も見られた。
武士
声 - 羽佐間道夫
プロローグで登場した武士で、清水の先祖。名主から接待を受け酔っていた。名主と共謀してクゥ達の住む沼を干拓して田にすることを目論んでおり、その話し合いで名主から接待を受けて酔っていたが、突然現れた河童に自らの悪事を聞かれたと思い、狼狽してその河童（クゥの父親）を斬り殺してしまう。
名主
声 - 藤本譲
プロローグで登場した武士の仲間。武士と共に金儲けのために干拓を目論んだが、突然現れた河童を恐れ、武士には河童に刀を抜かないように説得する。
清水
声 - 羽佐間道夫
民俗研究家で、クゥの父親を斬り殺した武士の子孫。先祖と顔が酷似している。河童の腕のミイラを所持しており、このことから河童の実在を主張していた。清水は「先祖の武士が悪戯者の河童を退治した」と代々伝えられてきたと語り、クゥの言う真相は知るよしもなかった。クゥに対しては好意的であり、クゥが自分の父親の腕だと主張して持ち逃げした河童の腕のミイラを、諦めて手放すとテレビでコメントした（この「河童の腕のミイラを、諦めて手放す」ことを発言する部分は、劇場公開版・特別版、どちらの本編でもカットされており、限定版DVD「コレクターズBOX」特典ディスク内の「未完成シーン」のひとつとして収録されるにとどまっている）。
トシオ
声 - 富田耕生
遠野のある食堂にいた中年男性。河童の生け捕りで密かに賞金を夢見ており、康一を自分と同じ考えの人物だと勘違いして河童の居そうな川を教えたが、後にテレビに出演した康一とクゥを見て驚く。
食堂のおばさん
声 - 一城みゆ希
遠野の食堂の女性店員。
宿の主人
声 - 岩田安生
康一とクゥの泊まった民宿の主人。曲り家と座敷童子について康一に説く。
宿の客（夫）
声 - 稲葉実
宿の客（妻）
声 - 定岡小百合
座敷童子
声 - 井上里花
日本に古くから知れ渡っている妖怪。康一とクゥの泊まった遠野の民宿に長い間住みついており、深夜に目を覚ましたクゥの前に姿を現し、クゥに対して「ここ百年、河童は見ていない」と告げた。
電車内のおばさん
声 - 西川宏美
新花巻駅アナウンス
声 - 瀬那歩美
タクシー運転手
声 - 平野正人
河童淵の観光客
声 - 瀧本富士子
雑誌記者
声 - 成田剣
カメラマン
声 - 木村雅史
コメンテーター
声 - 大川透
アナウンサー
声 - 太田真一郎
出版社の男
声 - 田中一成
アイドル
声 - ゆかな
レポーター
声 - 新千恵子
警官
声 - 北村允志
AD
声 - 河野裕
プロデューサー
声 - 納谷六朗
ディレクター
声 - 玄田哲章
クゥが出演する事になったテレビ局のプロデューサーとディレクター。クゥのテレビ出演の際、クゥの陰部を隠すか隠さないかで揉める（そのためクゥは、海水パンツをはいて出演することとなった）。
社長
声 - 郷里大輔
部長
声 - 佐々木敏
保雄の勤務先の社長と部長。自社が提供している番組にクゥを出演させるよう依頼する。
司会者・テレビドラマの男優・コンビニの店員
声 - 藤原啓治
女子アナ・テレビドラマの女優・小さな頃の康一
声 - 矢島晶子
東京タワーの職員
声 - 優希比呂
レポーター
声 - 子安武人
カラス1
声 - 阪口大助
カラス2
声 - 大西健晴
オッサンが死んだ直後、その死体とクゥを食べようと集まってきたカラス達のうちの2羽。1羽は、降りようとしたところを激昂したクゥに神通力で殺され、それに驚いた他のカラス達は逃げ出す。
警備員1
声 - 川中子雅人
警備員2
声 - 山中真尋
プールの先生、テレビの声
声 - 島香裕
遠野駅アナウンス
声 - 中村千絵
あやなの母
声 - 永島由子
あやな（瞳の幼稚園の同級生）
声 - 宮本侑芽
康一のクラスメイト
声 - 安達直人、松岡和暉、吉武怜朗、村上想太、池田恭祐、日高里菜、吉原沙希、枚田菜々子
康一の同級生たち。中には紗代子をいじめる者も居る。康一の友達もおり、最初は仲が良かったものの、彼の家に河童がいることを知ると避けるようになり、更に終盤では紗代子共々康一もいじめの標的にしてからかい、いがみ合いの末に完全に決別した。また、康一を「エロガッパ」とからかう者も居た。
オッサンの前の飼い主
声 - 滝原祐太
オッサンの回想で登場した前の飼い主。最初はオッサンと一緒に遊んだりと仲が良かったが、中学に入学した頃から仲間からいじめや暴力を受けるようになり、その腹いせにオッサンを虐待するようになる。
キジムナー
声 - ゴリ（ガレッジセール）
人間に化ける事が出来る沖縄の妖怪。本作ではシーサーをモデルにした姿になっている。テレビに出ているクゥを観て助け出そうと、自分の住処へ招く手紙を上原家に送った。
竜
テレビ局から逃げ出し東京タワーに登った際、頭の皿も乾き、疲れ果てたクゥに救いの大雨が降り注いだ。その暗雲の中を飛んでいた白い竜（水神・八岐大蛇）。しばらく東京タワーの周りを舞う様に飛んだ後天に上り姿を消した。クゥの父親も一度だけ見たことがある。その時は日照りで苦しんでいる人々を救う為長老たちが呼び雨を降らせた。クゥの父親曰く「恐ろしいがいい神様」。肉眼やカメラなどのレンズ越しで姿を見ることは出来るが、写真やビデオなどには写らない。

## スタッフ
- 監督・脚本[15] - 原恵一
- 原作 - 木暮正夫（「かっぱ大さわぎ」「かっぱびっくり旅」より）（岩崎書店刊）
- キャラクターデザイン・作画監督 - 末吉裕一郎
- 美術監督 - 中村隆（スタジオユニ）
- 色彩設計 - 野中幸子
- 撮影監督 - 箭内光一（ライトフット）
- 編集 - 小島俊彦（岡安プロモーション）
- CG監督 - つつみのりゆき
- CGエフェクト - 松山正彦
- 演出助手 - 石田暢
- 音楽 - 若草恵
- 音響監督 - 大熊昭
- 音響制作 - オーディオ・プランニング・ユー
- 音響制作デスク - 原田絢子
- 録音スタジオ - APU MEGURO STUDIO
- 制作デスク - 長南佳志
- 製作プロデューサー - 杉山豊（電通）
- プロデューサー - 茂木仁史（シンエイ動画）
- アニメーション制作 - シンエイ動画
- 題字 - 武田双雲
- 協力 - 日本子守唄協会、NPO法人日本教育再興連盟、(財)河川環境管理財団 子どもの水辺サポートセンター、(社)日本河川協会
- 協賛 - 東日本旅客鉄道株式会社、西武鉄道株式会社
- 支援 - 文化庁
- 後援 - 岩手県、遠野市、東久留米市
- 製作 - 「河童のクゥと夏休み」製作委員会（シンエイ動画、松竹、電通、電通テック、ソニー・ミュージックエンタテインメント、スカパー・ウェルシンク、三井物産、テレビ朝日）
- 配給 - 松竹

### 原画
末吉裕一郎　大塚正実　林静香　辻繁人　長谷川哲也　佐藤雅弘
　平川哲生　柳田幸平　石川貴正　針金屋英郎　関口可奈味　鍋田香代子
　宮脇千鶴　石井百合子　加来哲郎　杉野左秩子　霜山朋久　浦上貴之
　阿部伸司　大城勝　松山正彦　赤田信人　植村淳　牧原亮太郎
　谷口淳一郎　茶谷与志雄　松本昌子　大隈孝治　重本雅博　住本悦子
　増田敏彦　柴山智隆　佐藤陽子　石川雅一　飯野利明　千島知明

## 主題歌
「夏のしずく」
歌 - 大山百合香 / 作詞 - 山本成美 / 作曲・編曲 - 朝本浩文

### 挿入歌
「座敷わらしの子守唄」
歌 - 井上里花 / 作詞 - 西舘好子 / 作曲 - 原荘介
「雨乞いの唄」
歌 - 冨澤風斗 / 作詞、作曲 - 原恵一 / 編曲 - 若草恵
「星めぐりの唄」
作曲 - 宮沢賢治 / 編曲 - 若草恵

## 受賞
- 第9回台北映画祭子供映画部門オーディエンス・チョイス・アワード（観客賞）
- 平成19年度第11回文化庁メディア芸術祭アニメーション部門大賞[16][17]
- 第31回日本アカデミー賞優秀アニメーション作品賞[18][19]
- 第29回ヨコハマ映画祭 日本映画ベストテン 第5位
- 第50回朝日ベストテン映画祭 日本映画第2位
- 第81回キネマ旬報ベスト・テン 日本映画第5位[20]
- 第62回毎日映画コンクールアニメーション映画賞
- 第2回Invitation AWARDS アニメーション賞
- 東京アニメアワード2008 国内劇場部門優秀賞・個人賞部門脚本賞[15][21][22]

## その他
- 物語の舞台である東久留米市では、本作の公開にちなんで様々なイベントを開催した[23]。
- 2007年の8月26日、東久留米市で映画の舞台を巡るクイズウォークイベントが開催された。
- もうひとつの舞台である遠野市でも、映画の公開に合わせ地元の観光協会や商工会などが集まり、『「河童のクゥと夏休み」推進実行委員会』が設立され、映画のPR活動や市内の小中高生を対象にした先行上映会などのイベントを企画し、街おこしを図った。
- 公開前から試写会などでの評判が高く、2007年7月18日の時点において、Yahoo!映画の作品ユーザーレビューは100件あり、平均点は4.65点だった[24]。公開後も、MovieWalker、Yahoo!映画などのユーザー満足度ランキングで上位に入っている。
- 養老孟司や高畑勲、 神山健治、細田守などのアニメ監督、映画監督の樋口真嗣、作家の中島かずきらが公式サイトに応援メッセージを寄せている。
- 演出に関しては、康一やその同級生たちが、話が進むに連れ少しずつ日焼けして肌の色が濃くなる・梅雨明けから夏の終わりの風景の変化などにも注意を払っている。原は特に日焼けに関しては「余り気づいてもらえなかったようだ」と語っている。
- DVDコレクターズBOX、およびブルーレイには約3分間の未公開シーンを含んだ特別版本編（約141分）が収録されており、通常版・ぬいぐるみ同梱パック・レンタル版の各DVDには劇場公開版本編（約138分）が収録されている。
- 女優の清原果耶はこの映画が人生を変えたアニメ映画の1つであると行列のできる法律相談所で公言していた。